# Кумпас (муниципалитет)
Кумпас (исп. Cumpas) — муниципалитет в Мексике, штат Сонора, с административным центром в одноимённом городке. Численность населения, по данным переписи 2020 года, составила 5829 человек.

## Общие сведения
Название Cumpas с языка индейцев опата можно перевести как — место изобилия кумароса.
Площадь муниципалитета равна 2010 км², что составляет 1,1 % от площади штата, а наиболее высоко расположенное поселение Ла-Меса, находится на высоте 1294 метра.
Он граничит с другими муниципалитетами Соноры: на севере с Ариспе и Накосари-де-Гарсией, на востоке с Вилья-Идальго и Уасабасом, на юге с Моктесумой, на западе с Уепаком и Банамичи.

## Учреждение и состав
Муниципалитет был образован в 1933 году, по данным 2020 года в его состав входит 25 населённых пунктов, самые крупные из которых:
| Код INEGI                  | Населённый пункт                                                               | Численность населения (2005 год) | Численность населения (2010 год) | Численность населения (2020 год) |
| -------------------------- | ------------------------------------------------------------------------------ | -------------------------------- | -------------------------------- | -------------------------------- |
| 023                        | Всего                                                                          | 5776                             | 6362                             | 5829                             |
| 0001                       | Кумпас (исп. Cumpas) 29°59′37″ с. ш. 109°46′57″ з. д. (административный центр) | 2745                             | 3003                             | 2934                             |
| 0012                       | Лос-Ойос (исп. Los Hoyos) 30°07′32″ с. ш. 109°46′58″ з. д.                     | 903                              | 1080                             | 1072                             |
| 0025                       | Охо-де-Агуа (исп. Ojo de Agua) 30°01′48″ с. ш. 109°47′25″ з. д.                | 580                              | 674                              | 597                              |
| 0017                       | Хекори (исп. Jécori) 29°56′22″ с. ш. 109°44′23″ з. д.                          | 581                              | 611                              | 477                              |
| 0038                       | Теонадепа (исп. Teonadepa) 29°59′33″ с. ш. 109°47′54″ з. д.                    | 428                              | 453                              | 331                              |
| 0008                       | Ла-Колония (исп. La Colonia) 29°58′56″ с. ш. 109°46′08″ з. д.                  | 263                              | 260                              | 201                              |
| 0020                       | Эль-Валье (исп. El Valle) 30°05′29″ с. ш. 109°46′55″ з. д.                     | 51                               | 72                               | 71                               |
| —                          | Прочие                                                                         | 225                              | 209                              | 146                              |
| Названия на карте Генштаба |                                                                                |                                  |                                  |                                  |

## Экономическая деятельность
По статистическим данным 2000 года, работоспособное население занято по секторам экономики в следующих пропорциях:
- сельское хозяйство, скотоводство и рыбная ловля — 30,6 %;
- промышленность и строительство — 32,6 %;
- торговля, сферы услуг и туризма — 32,6 %;
- безработные — 4,2 %.

## Инфраструктура
По статистическим данным 2020 года, инфраструктура развита следующим образом:
- электрификация: 99,5 %;
- водоснабжение: 98,4 %;
- водоотведение: 99,1 %.